# Diocèse d'Ifakara
Le diocèse d'Ifakara (dioecesis Ifakarensis) est un siège de l'Église catholique en Tanzanie, suffragant de l'archidiocèse de Dar-es-Salam. En 2013, il comptait 305 740 baptisés pour 436 772 habitants. Il est actuellement tenu par Mgr Salutaris Melchior Libena.

## Territoire
Son territoire comprend le district de Kilombero dans la région de Morogoro.
Son siège épiscopal se trouve à Ifakara, à la cathédrale Saint-Patrick.
Le territoire est subdivisé en 19 paroisses.

## Histoire
Le diocèse est érigé le 14 janvier 2012 par la bulle Nuper est petitum de Benoît XVI, recevant son territoire du diocèse de Mahenge.

## Ordinaires
- Salutaris Melchior Libena, depuis le 14 janvier 2012.

## Statistiques
Selon l'Annuaire pontifical, le diocèse comptait, en 2013, une population de 436 772 habitants et 305 740 baptisés, soit 70 % du total. Il était desservi par 46 prêtres, dont 24 séculiers et 22 réguliers, soit un prêtre pour 6 646 fidèles, avec 35 religieux et 146 religieuses dans 19 paroisses.